# 레이더 반사 면적

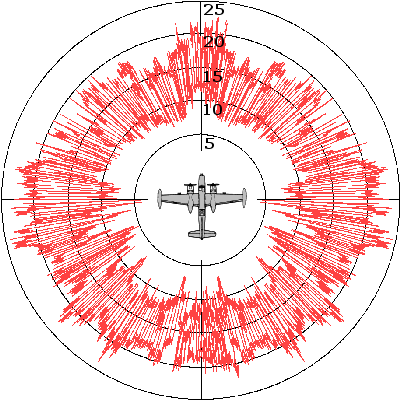
전형적인 RCS 다이어그램 (B-26 Invader)

레이더 반사 면적(radar cross section, RCS)은 전자기파가 어떤 대상물에 반사됨을 기술하는 것을 의미한다. 이것은 발사된 전자기파가 대상물에 반사로 흩어진 레이더 신호의 크기를 통해 측정된다. 반사 크기를 최소하는 것이 항공기 분야에 있어서 스텔스기술이다.

## RCS 예제
다음은 X 밴드를 사용하는 레이다에서의 반사 면적이다.
- 트럭: 200 sqm
- 자동차: 100 sqm
- B-52: 99.5 sqm
- B-1A: 10.0 sqm
- FB-111: 7 sqm
- F-4: 6 sqm
- Mig-21: 4 sqm
- Mig-29: 3 sqm
- 라팔 B: 2 sqm
- B-1B: 1.02 sqm
- 사람: 1 sqm
- BGM-109 토마호크: 0.5 sqm
- F-35: 0.15 sqm
- SR-71: 0.014 sqm
- 새: 0.01 sqm
- F-22: 0.0065 sqm
- F-117: 0.003 sqm
- B-2: 0.0015 sqm

## 관련 사항
- 헬름홀츠 방정식(Helmholtz equation)
- 보데 선도(Bode Plot)